# Thai League Cup 2023/24
Der Thai League Cup 2023/24 war die 14. Saison in der zweiten Ära eines Ko-Fußballwettbewerbs in Thailand. Das Turnier wurde von Toyota gesponsert und war daher auch als Revo League Cup bekannt. Das Turnier startete mit der ersten Qualifikationsrunde am 2. September 2023. Titelverteidiger war Buriram United.

## Termine
| Runde                  | Datum                                |
| ---------------------- | ------------------------------------ |
| 1. Qualifikationsrunde | 2. September 2023 3. September 2023  |
| 2. Qualifikationsrunde | 9. September 2023 10. September 2023 |
| Play-off-Spiele        | 25. Oktober 2023                     |
| 1. Runde               | 6. Dezember 2023                     |
| Achtelfinale           | 13. März 2024                        |
| Viertelfinale          | 11. April 2024 24. April 2024        |
| Halbfinale             | 22. Mai 2024                         |
| Finale                 | 16. Juni 2024                        |

## 1. Qualifikationsrunde
| Datum                       |                                        | Ergebnis              |                                        |
| Northern Region             | Northern Region                        | Northern Region       | Northern Region                        |
| --------------------------- | -------------------------------------- | --------------------- | -------------------------------------- |
| 2. September 2023           | Kamphaengphet FC (T3)                  | 1:0 n. V              | Northern Nakhon Mae Sot United FC (T3) |
| 2. September 2023           | Khelang United FC (T3)                 | 0:1                   | See Khwae City FC (T3)                 |
| 2. September 2023           | Kongkrailas United FC (T3)             | 2:3 n. V              | Phitsanulok FC (T3)                    |
| North/Eastern Region        |                                        |                       |                                        |
| 2. September 2023           | Mahasarakham FC (T3)                   | 1:0                   | Sisaket United FC (T3)                 |
| 3. September 20232          | Suranaree Army 2 FC (T3)               | 2:1                   | Khon Kaen FC (T3)                      |
| Eastern Region              |                                        |                       |                                        |
| 2. September 2023           | Marines FC (T3)                        | 0:1 n. V              | Navy FC (T3)                           |
| 2. September 2023           | Pluakdaeng United FC (T3)              | 1:1 n. V. (3:4 i. E.) | Chachoengsao Hi-Tek FC (T3)            |
| 2. September 2023           | Bankhai United FC (T3)                 | 2:0                   | RBRU Chanthaburi United FC (T3)        |
| Western Region              |                                        |                       |                                        |
| 3. September 2023           | Hua Hin Maraleina FC (T3)              | 2:2 n. V. (3:2 i. E.) | Lopburi City FC (T3)                   |
| 3. September 2023           | Hua Hin City FC (T3)                   | 0:4                   | Raj-Pracha FC (T3)                     |
| 3. September 2023           | Saraburi United FC (T3)                | 2:1                   | Thap Luang United FC (T3)              |
| Bangkok Metropolitan Region |                                        |                       |                                        |
| 3. September 2023           | Inter Bangkok FC (T3)                  | 2:5                   | Thonburi United FC (T3)                |
| 3. September 2023           | Nonthaburi United S.Boonmeerit FC (T3) | 0:5                   | Prime Bangkok FC (T3)                  |
| Southern Region             |                                        |                       |                                        |
| 3. September 2023           | Phuket Andaman FC (T3)                 | 2:3                   | MH Nakhonsi City FC (T3)               |

## 2. Qualifikationsrunde
| Datum                       |                                   | Ergebnis              |                                 |
| Northern Region             | Northern Region                   | Northern Region       | Northern Region                 |
| --------------------------- | --------------------------------- | --------------------- | ------------------------------- |
| 9. September 2023           | Kamphaengphet FC (T3)             | 3:2                   | Uttaradit FC (T3)               |
| 9. September 2023           | Phitsanulok FC (T3)               | 3:2                   | See Khwae City FC (T3)          |
| North/Eastern Region        |                                   |                       |                                 |
| 9. September 2023           | Rasisalai United FC (T3)          | 1:2                   | Udon United FC (T3)             |
| 9. September 2023           | Khon Kaen Mordindang FC (T3)      | 8:2                   | Surin Khong Chee Mool FC (T3)   |
| 9. September 2023           | Mahasarakham FC (T3)              | 2:0                   | Suranaree Army 2 FC (T3)        |
| Eastern Region              |                                   |                       |                                 |
| 9. September 2023           | Warship United FC (T3)            | 0:0 n. V. (7:6 i. E.) | Prachinburi City FC (T3)        |
| 9. September 2023           | Navy FC (T3)                      | 1:0                   | Kabin United FC (T3)            |
| 9. September 2023           | Bankhai United FC (T3)            | 2:1                   | ACDC FC (T3)                    |
| 9. September 2023           | Chachoengsao Hi-Tek FC (T3)       | 0:0 n. V. (5:4 i. E.) | BFB Pattaya City (T3)           |
| Western Region              |                                   |                       |                                 |
| 9. September 2023           | Raj-Pracha FC (T3)                | 4:1                   | Saraburi United FC (T3)         |
| 10. September 2023          | Hua Hin Maraleina FC (T3)         | 7:2                   | Pathumthani University FC (T3)  |
| Bangkok Metropolitan Region |                                   |                       |                                 |
| 9. September 2023           | Bangkok FC (T3)                   | 2:1                   | Kasem Bundit University FC (T3) |
| 10. September 2023          | Samut Sakhon City FC (T3)         | 3:2                   | The Icon RSU FC (T3)            |
| 10. September 2023          | Thonburi United FC (T3)           | 2:2 n. V. (5:6 i. E.) | Prime Bangkok FC (T3)           |
| Southern Region             |                                   |                       |                                 |
| 10. September 2023          | Wiang Sa Surat Thani City FC (T3) | 0:2                   | Pattani FC (T3)                 |
| 10. September 2023          | Satun FC (T3)                     | 4:0                   | Ranong United FC (T3)           |
| 10. September 2023          | MH Nakhonsi City FC (T3)          | 2:1                   | Muangtrang United FC (T3)       |
| 10. September 2023          | Songkhla FC (T3)                  | 4:3                   | Phatthalung FC (T3)             |

## Play-off-Spiele
| Datum            |                              | Ergebnis              |                             |
| ---------------- | ---------------------------- | --------------------- | --------------------------- |
| 25. Oktober 2023 | Warship United FC (T3)       | 0:1                   | Samut Prakan City FC (T2)   |
| 25. Oktober 2023 | Hua Hin Maraleina FC (T3)    | 0:1                   | Nakhon Si United FC (T2)    |
| 25. Oktober 2023 | Udon United FC (T3)          | 2:0                   | Customs United FC (T2)      |
| 25. Oktober 2023 | Khon Kaen Mordindang FC (T3) | 1:1 n. V. (3:4 i. E.) | Nongbua Pitchaya FC (T2)    |
| 25. Oktober 2023 | Navy FC (T3)                 | 1:0                   | Chanthaburi FC (T2)         |
| 25. Oktober 2023 | Prime Bangkok FC (T3)        | 1:0                   | Chiangmai United FC (T2)    |
| 25. Oktober 2023 | Kamphaengphet FC (T3)        | 0:0 n. V. (5:6 i. E.) | Lampang FC (T2)             |
| 25. Oktober 2023 | MH Nakhonsi City FC (T3)     | 3:1                   | Chachoengsao Hi-Tek FC (T3) |
| 25. Oktober 2023 | Raj-Pracha FC (T3)           | 1:2 n. V.             | Pattaya United FC (T2)      |
| 25. Oktober 2023 | PT Satun FC (T3)             | 2:1                   | DP Kanchanaburi FC (T3)     |
| 25. Oktober 2023 | Pattani FC (T3)              | 0:1                   | Kasetsart FC (T2)           |
| 25. Oktober 2023 | Samut Sakhon City FC (T3)    | 1:0                   | Nakhon Ratchasima FC (T2)   |
| 25. Oktober 2023 | Songkhla FC (T3)             | 3:1 n. V.             | Suphanburi FC (T2)          |
| 25. Oktober 2023 | Bankhai United FC (T3)       | 1:1 n. V. (4:3 i. E.) | Rayong FC (T2)              |
| 25. Oktober 2023 | Phitsanulok FC (T3)          | 2:3                   | Bangkok FC (T3)             |
| 25. Oktober 2023 | Mahasarakham FC (T3)         | 3:1                   | Chiangmai FC (T2)           |

## 1. Runde
| Datum            |                           | Ergebnis  |                              |
| ---------------- | ------------------------- | --------- | ---------------------------- |
| 6. Dezember 2023 | Nongbua Pitchaya FC (T2)  | 1:2       | Khon Kaen United FC (T1)     |
| 6. Dezember 2023 | Pattaya United FC (T2)    | 0:2       | Uthai Thani FC (T1)          |
| 6. Dezember 2023 | Navy FC (T3)              | 1:6       | PT Prachuap FC (T1)          |
| 6. Dezember 2023 | Nakhon Si United FC (T2)  | 0:2       | Ratchaburi FC (T1)           |
| 6. Dezember 2023 | Songkhla FC (T3)          | 5:2       | Police Tero FC (T1)          |
| 6. Dezember 2023 | Bangkok FC (T3)           | 1:6       | Port FC (T1)                 |
| 6. Dezember 2023 | PT Satun FC (T3)          | 2:0 n. V. | Nakhon Pathom United FC (T1) |
| 6. Dezember 2023 | Bankhai United FC (T3)    | 0:1       | Chiangrai United (T1)        |
| 6. Dezember 2023 | MH Nakhonsi City FC (T3)  | 0:3       | Lamphun Warriors FC (T1)     |
| 6. Dezember 2023 | Samut Sakhon City FC (T3) | 1:4       | BG Pathum United FC (T1)     |
| 6. Dezember 2023 | Kasetsart FC (T2)         | 0:2       | Trat FC (T1)                 |
| 6. Dezember 2023 | Prime Bangkok FC (T3)     | 0:1       | Sukhothai FC (T1)            |
| 6. Dezember 2023 | Udon United FC (T3)       | 2:4       | Buriram United (T1)          |
| 6. Dezember 2023 | Mahasarakham FC (T3)      | 0:3       | Bangkok United (T1)          |
| 6. Dezember 2023 | Lampang FC (T2)           | 1:4       | Muangthong United (T1)       |
| 6. Dezember 2023 | Chonburi FC (T1)          | 2:0       | Samut Prakan City FC (T2)    |

## Achtelfinale
| Datum         |                          | Ergebnis              |                          |
| ------------- | ------------------------ | --------------------- | ------------------------ |
| 13. März 2024 | PT Satun FC (T3)         | 1:3                   | Muangthong United (T1)   |
| 13. März 2024 | PT Prachuap FC (T1)      | 0:2                   | Port FC (T1)             |
| 13. März 2024 | Ratchaburi FC (T1)       | 1:0                   | Bangkok United (T1)      |
| 13. März 2024 | Khon Kaen United FC (T1) | 4:1 n. V.             | Trat FC (T1)             |
| 13. März 2024 | Lamphun Warriors FC (T1) | 3:2 n. V.             | Sukhothai FC (T1)        |
| 13. März 2024 | Songkhla FC (T3)         | 0:4                   | Chiangrai United (T1)    |
| 13. März 2024 | Chonburi FC (T1)         | 1:4                   | BG Pathum United FC (T1) |
| 13. März 2024 | Buriram United (T1)      | 2:2 n. V. (3:1 i. E.) | Uthai Thani FC (T1)      |

## Viertelfinale
| Datum          |                          | Ergebnis              |                          |
| -------------- | ------------------------ | --------------------- | ------------------------ |
| 11. April 2024 | Khon Kaen United FC (T1) | 1:1 n. V. (4:5 i. E.) | Muangthong United (T1)   |
| 24. April 2024 | Chiangrai United (T1)    | 1:2                   | Port FC (T1)             |
| 24. April 2024 | Ratchaburi FC (T1)       | 0:3                   | BG Pathum United FC (T1) |
| 24. April 2024 | Buriram United (T1)      | 2:1 n. V.             | Lamphun Warriors FC (T1) |

## Halbfinale
| Datum        |                          | Ergebnis |                        |
| ------------ | ------------------------ | -------- | ---------------------- |
| 22. Mai 2024 | BG Pathum United FC (T1) | 2:1      | Port FC (T1)           |
| 22. Mai 2024 | Buriram United (T1)      | 0:2      | Muangthong United (T1) |

## Finale
| Datum         |                          | Ergebnis |                        |
| ------------- | ------------------------ | -------- | ---------------------- |
| 16. Juni 2024 | BG Pathum United FC (T1) | 1:0      | Muangthong United (T1) |

### Spielstatistik
| Paarung             | BG Pathum United FC – Muangthong United |
| Ergebnis            | 1:0 (0:0) |
| Datum               | 16. Juni 2024 um 18:00 Uhr |
| Stadion             | Thammasat Stadium, Khlong Luang, Pathum Thani |
| Zuschauer           | 15.755 |
| Schiedsrichter      | Sivakorn Pu-udom |
| Tore                | 1:0 Teerasil Dangda (90.+8') |
| BG Pathum United FC | Kittipong Phuthawchueak – Shinnaphat Leeaoh, Chonnapat Buaphan (90.+3' Jakkapan Praisuwan), Waris Choolthong (46. Santiphap Channgom), Apisit Sorada – Chaowat Veerachat (46. Sarach Yooyen), Kritsada Kaman, Chanathip Songkrasin, Teerasil Dangda , Freddy Álvarez (80. Chananan Pombuppha) – Ikhsan Fandi (88. Chenrop Samphaodi) Cheftrainer: Makoto Teguramori ( Japan) |
| Muangthong United   | Kawin Thamsatchanan – Tristan Do, Lee Jae-sung, Jean-Claude Billong, Sathaporn Daengsee, Thanawat Suengchitthawon (85. Kannarin Thawornsak), Picha Autra (90.+10' Teeraphol Yoryoei), Jaroensak Wonggorn, Kōtarō Ōmori (59. Chayapol Supma), Kakana Khamyok (90.+10' Stefan Šćepović) – Poramet Arjvirai Cheftrainer: Miloš Joksić ( Serbien)                                |
| Gelbe Karten        | Waris Choolthong (43.), Chaowat Veerachat (44.), Teerasil Dangda (48.), Chanathip Songkrasin (64.) – Sathaporn Daengsee (25.), Jean-Claude Billong (87.) |
| Platzverweise       | keine – Sathaporn Daengsee (56.) |

### Auswechselspieler
| Auswechselspieler | Auswechselspieler |
| --- | --- |
| BG Pathum United FC | Muangthong United |
| - Sarach Yooyen (46.) ▲ - Santiphap Channgom (46.) ▲ - Chananan Pombuppha (80.) ▲ - Chenrop Samphaodi (88.) ▲ - Jakkapan Praisuwan (90.+3') ▲ - Kanokpon Buspakom - Phitiwat Sukjitthammakul - Victor Cardozo - Narawich Inthacharoen (TW) | - Chayapol Supma (59.) ▲ - Kannarin Thawornsak (85.) ▲ - Teeraphol Yoryoei (90.+10') ▲ - Stefan Šćepović (90.+10') ▲ - Theerapat Laohabut - Wongsakorn Chaikultewin - Purachet Thodsanit - Songwut Kraikruan - Korrakot Pipatnadda (TW) |